# Amerika kapitány bibliográfiája
Ez a lista a Marvel Comics Amerika kapitány nevű kitalált szereplőjének különböző képregényekben való megjelenését tartalmazza, valamint a szereplőhöz kapcsolódó sorozatokat és minisorozatokat. A vastagon írt címek jelenleg is futó kiadványok.

## Önálló sorozatok
- Captain America Comics #1-78 (1941–1954)
  - Captain America’s Weird Tales #74-75
- Tales of Suspense #58-9 (1964–1968)
- Captain America #100-454 (1968–1996)
  - Captain America and the Falcon #134-233
- Captain America, 2. sorozat #1-13 (1996–1997)
- Captain America, 3. sorozat #1-50 (1998–2002)
- Captain America, 4. sorozat #1-32 (2002–2004)
- Captain America, 5. sorozat #1- (2005–)

## Egyrészes, mini, és rövidebb sorozatok
- Captain America Goes to War Against Drugs #1 (1990)
- Adventures of Captain America: Sentinel of Liberty #1-4 (1991)
- Ghost Rider/Captain America: Fear #1 (1992)
- Batman and Captain America #1 (1996)
- Prime/Captain America #1 (1996)
- Captain America: Sentinel of Liberty #1-12 (1998–1999)
- Captain America: Dead Men Running #1-3 (2002)
- Truth: Red, White & Black #1-6 (2003)
- What Price Glory? #1-4 (2003)
- Captain America and the Falcon #1-14 (2004–2005)
- Fallen Son: The Death of Captain America #1-5 (2007)
- Captain America: The Chosen #1-6 (2007–2008)

## Gyűjteménykötetek
- Captain America: The Classic Years Vol. 1. (Captain America Comics #1-5)
- Captain America: The Classic Years Vol. 2. (Captain America Comics #6-10)
- Marvel Masterworks Captain America Vol. 1. (Tales of Suspense #59-81)
- Marvel Masterworks Captain America Vol. 2. (Tales of Suspense #82-99, Captain America #100)
- Marvel Masterworks Captain America Vol. 3. (Captain America #101-113)
- Essential Captain America Vol. 1. (Captain America Comics #5, Tales of Suspense #59-99, Captain America #100-102 by Stan Lee and Jack Kirby)
- Essential Captain America Vol. 2. (Captain America #103-126)
- Essential Captain America Vol. 3. (Captain America #127-156)
- Amerika kapitány és Sólyom: Titkos birodalom (Captain America #169-176)
- Captain America and the Falcon: Nomad (Captain America #177-186)
- Amerika kapitány és Sólyom: Agybomba (Captain America #193-200)
- Captain America and the Falcon: Bicentennial Battles (Captain America #201-205, Marvel Treasury Special)
- Captain America and the Falcon: The Swine (Captain America #206-214, Annual #3-4)
- Amerika kapitány: A háború és emlékei (Captain America #247-255)
- Captain America: Deathlok Lives (Captain America #286-288)
- Captain America: The Bloodstone Hunt (Captain America #357-364)
- Captain America: Operation Rebirth (Captain America #445-448)
- Captain America: Man Without a Country (Captain America #450-453)
- Heroes Reborn: Captain America (Captain America 2. sorozat #1-12)
- Captain America: To Serve and Protect (Captain America 3. sorozat #1-8)
- Amerika kapitány: Új irány (Captain America 4. sorozat #1-6)
- Captain America vol. 2. The Extremists (Captain America 4. sorozat #7-11)
- Captain America vol. 3. Ice (Captain America 4. sorozat #12-16)
- Captain America vol. 4. Captain America Lives Again (Captain America 4. sorozat #17-20)
- Truth: Red, White & Black (Truth: Red, White & Black #1-7)
- Captain America vol. 5 Homeland (Captain America 4. sorozat #21-28)
- Captain America and the Falcon vol. 1. Two Americas (Captain America and the Falcon #1-4)
- Captain America and the Falcon vol. 2. Brothers and Keepers (Captain America and the Falcon #8-14)
- Amerika kapitány: Kizökkent idő (Captain America 5. sorozat #1-7)
- Amerika kapitány: A tél katonája (Captain America 5. sorozat  #8-9, #11-14)
- Captain America: Red Menace vol. 1. (Captain America 5. sorozat #15-17, 65th Anniversary Special)
- Captain America: Red Menace vol. 2. (Captain America 5. sorozat #18-21)
- Captain America: Civil War (Captain America 5. sorozat #22-24, Winter Soldier: Winter Kills)
- Captain America Omnibus (Captain America 5. sorozat #1-25, 65th Anniversary Special, Winter Soldier: Winter Kills)
- Captain America: Red, White and Blue (Tales of Suspense #55, Captain America #111, Marvel Fanfare #18, Captain America 4. sorozat #1)

## Magyarul olvasható
- Stefan Petrucha: Amerika kapitány. Sötét tervek; ford. Oszlánszky Zsolt; Szukits, Szeged, 2021 (Nagy Marvel regénysorozat)
- Jeph Loeb–Tim Sale: Amerika kapitány. Fehér; ford. Bayer Antal; Fumax, Budapest, 2023